# Ardisia polylepis
Ardisia polylepis är en viveväxtart som beskrevs av Carl Christian Mez. Ardisia polylepis ingår i släktet Ardisia och familjen viveväxter. Inga underarter finns listade i Catalogue of Life.